# Philip F. Anschutz Trophy
O Philip F. Anschutz Trophy ou, em tradução livre, Troféu Philip F. Anschutz, é um troféu de prata que é entregue aos vencedores da MLS Cup, o campeonato de pós-temporada da Major League Soccer. O troféu aparece no logo do torneio, assim como o antigo scudetto usado pelos campeões.

## O Troféu
Em 29 de outubro de 2008, a Major League Soccer revelou um troféu redesenhado para a MLS Cup, em homenagem a Philip F. Anschutz, co-fundador da liga e proprietário de várias equipes. O troféu tem 61 cm de altura sobre uma base de 12 cm, com duas alças que possuem 11 facetas cada para representar os 22 jogadores em campo durante uma partida. Ela pesa 20 kg e é feita de prata esterlina. O troféu original é mantido pelos campeões entre as temporadas antes de retornar à sede da Major League Soccer em Nova York, enquanto uma cópia é entregue ao clube.